# 葉月ひまり
葉月ひまり（はづき ひまり、8月16日 - ）は、日本の女性声優、女優、DJ。茨城県出身。エースクルー・エンタテインメント所属。

## 来歴
「S・響・エースクルー合同オーディション2019」で合格し、エースクルー・エンタテインメントに所属。
2019年7月20日に幕張メッセで開催された「D4DJ 1st LIVE」にて、『D4DJ』の日高さおり役（所属ユニットはMerm4id）を演じる事が発表された。
2023年5月より『DJまりひー』としても活動している。
2025年3月1日、同月末日をもって一切の芸能活動から引退することを発表した。引退に伴い、担当していた『D4DJ』の日高さおり役を降板することが発表された。なお、ゲーム『D4DJ Groovy Mix』内に収録された過去のボイス・楽曲に関しては差し替えられず、降板後もそのまま使用する。

## 人物
特技は水泳、DJ。趣味はカフェ巡り、ショッピング、岩盤浴。
インタビューで歌やダンスなどができる声優に憧れオーディションに応募し、何でもこなせるマルチな声優になりたいと語っている。
また、少年役を演じてみたいとも語っている
好きな作品として『鋼の錬金術師』、『フルーツバスケット』、『リコリス・リコイル』などを挙げている。エドワード・エルリックが好きであり、演じている朴璐美が女性ということを知り、声優に興味を持つようになったという。

## 出演

### テレビアニメ
2020年
- りばあす（寿沙希）

2021年
- D4DJ（2021年 - 2023年、日高さおり） - 2シリーズ + 特別編
- ぷっちみく♪ D4DJ Petit Mix（2021年、日高さおり）

2022年
- とーがね！（2022年 - 2024年、岡田いおな） - 2シリーズ
- てっぺんっ!!!!!!!!!!!!!!!（笠間ひな）

2024年
- ちょこりば（寿沙希）

### ゲーム
- D4DJ Groovy Mix（2020年、日高さおり[21]）

### 舞台・朗読劇
- STARMARIEの声と妄想の世界 Vol.2（2022年5月5日、 MsmileBOX渋谷 ）
- 舞台 Lyrical Lily「千リ！の道も一歩から」（2022年6月28日 - 7月3日、飛行船シアター） - 日高さおり 役[22]
- 舞台 ゲゲゲの鬼太郎 （2022年7月29日 - 8月15日、東京・明治座、 2022年8月19日 - 28日、大阪・梅田芸術劇場メインホール） - サラ/タケルの祖母/キジムナー(声) 役[23]
- STARMARIEの声と妄想の世界 Vol.4（2022年9月11日、 MsmileBOX渋谷）
- 舞台 D4DJ「有栖川学院文化祭 LIVE STAGE」（2023年4月30日 - 5月7日 、飛行船シアター）- 日高さおり 役[24]
- アドリブ舞台「月刊ガチプリ学園」#4（2023年5月28日 、ところざわサクラタウン ジャパンパビリオンホールＢ）[25]
- 舞台『怪獣は襲ってくれない』（2023年8月30日 - 9月3日 、新宿シアタートップス）- 夢露 役[26]
- 朗読劇『シアター 』 （2023年9月22日・24日 、 BOX in BOX ）
- 舞台「HIDEYOSHI」（2023年12月7日 - 10日 、シアターサンモール）
- らぶフォー the stage -DIVINE 爆誕！-（2023年12月21日 - 25日、こくみん共済 coop ホール/スペース・ゼロ） - 竹部聖月 役[27]

### ラジオ
※はインターネット配信。
- RaychellのエンタメLOVERS♡ （2023年7月21日、FMおだわら） - DJまりひーとして出演
- DIVINEのフォーチュンラジオ!!!!!（2024年2月‐、SHOWROOM※、Youtube※）

### テレビ番組
- D4DJ マ・マ・マ・Merm4id！（2022年4月 - 6月、 TOKYO MX、BS日テレ 、Youtube）[28]

### ネット配信
- てっぺんっ!!!!!!!!!!!!!!!ワイワイ荘（2022年 - 2023年、OpenRec、Youtube）[一覧 3]
- ブシロードTCG戦略発表会2022 再臨（2022年12月6日、Youtube）
- アニメ「てっぺんっ!!!!!!!!!!!!!!!」オンラインイベント～てっぺんっ声優マダミス挑戦の章～（2023年2月26日、OpenRec）
- 都田Pの「極めエンタメ道」（2023年、SHOWROOM） - アシスタントとして出演[一覧 4]

### 映画
- 劇場版 怪獣は襲ってくれない（2024年、夢露）

### その他
- らぶフォー（2023年、竹部聖月[29]）
- パチスロ L D4DJ Pachi-Slot Mix（2024年、日高さおり[30]）

### イベント

#### 主催イベント
- 葉月ひまりファンミーティング The Harvest Festival vol.1（2022年11月20日、Mace千駄ヶ谷）[31]
- 葉月ひまりファンミーティング The Growing Festival（2023年4月1日、日本橋PACMAN）[32]
- 葉月ひまりバースデーイベント The Birthday Festival 2023 （2023年9月23日、CLUB CAMELOT）[33]
- 葉月ひまりファンミーティング「The Blooming Festival」（2024年3月2日、シアターマーキューリー）[34]
- 葉月ひまりバースデーイベント2024（2024年8月18日、GRIT at Shibuya）
- 葉月ひまりファンミーティング「クリパ！2024」（2024年12月21日、晴れたら空に豆まいて）
- 葉月ひまりファンミーティング2025（2025年3月30日、恵比寿・エコー劇場）

#### その他イベント
- 新TCG Reバース発表会（2019年9月18日、科学技術館サイエンスホール）
- Reバース全国講習会600（2019年10月-2020年6月）
- ReバースSPECIAL（2020年11月29日、品川ステラボール）
- 「エースクルーポスターカレンダー2021」発売イベント （2021年7月31日）
- ブシロードカードゲーム祭2022（2022年6月4日、東京ビッグサイト）
- バースデーイベント MAY's LAND vol.1 「Marry mei？」（2022年6月4日、Alice aqua garden Tokyo 銀座） - ゲスト司会として出演
- てっぺんっ!!!!!!!!!!!!!!!オフラインイベント『顔と名前だけでも覚えて帰ってくださいっ!!!!!!!!!!!!!!!』（2022年8月21日、中野サンプラザホール）
- 東金とーがね！おまつり部まつり（2022年10月23日、東金中央公園）[35]
- てっぺんグランプリ2022（2022年11月6日、飛行船シアター）
- 「りばあす」スペシャルカップ（2023年3月11日、 ハリケーンなんば店 、2023年5月20日、ブックオフ広島八木店）
- LEGIT Vol.20 -GODの日-（2023年5月10日、 新宿BLAZE ） - オープニングアクト、DJまりひー として出演
- #アニデパ（2023年6月17日、渋谷HARLEM）
- Raychell Live Tour ”Sing Alone”（2023年7月1日、神田明神ホール） - オープニングアクト、DJまりひーとして出演
- 加藤里保菜バースデーイベント にゃんミ！VOL.13（2023年9月30日、池袋AK） - ゲスト、昼の部のみ出演
- 舞台「怪獣は襲ってくれない」後夜祭（2023年10月22日、LOFT9 Shibuya）
- 恐竜ラボ！（2023年11月3日-11月5日、日本特殊陶業市民会館 ビレッジホール、2024年1月20日、文化パルク城陽 プラムホール） - 翔くん役
- 人狼系推理バトル【レジスタンスイレブン】 ～ 陰謀を阻止せよ ～（2024年1月6日、TACCS1179）
- Raychellバースデーライブ SingAlong（2024年1月13日、日本橋三井ホール） ‐ ゲスト
- DIVINEリアル『グループお話会』（2024年2月7日、泉ガーデンANNEX、2024年2月11日、AP浜松町）
- 『極めエンタメ道 Special』 in Zepp DiverCity（2024年4月27日、Zepp DiverCity）
- Ani Crew DJ Live in Taipei（2024年6月28日 - 30日、SAKURA 日式餐酒館）
- DIVINE 1st LIVE『THE MAGICIAN -魔術師-』（2024年9月7日、GARDEN新木場FACTORY）

## 書籍

### 写真集
- Merm4id from D4DJ Summer Flower Love Dream（撮影：対馬ヒロミ、イラスト：やちぇ、2020年12月2日、イーネット・フロンティア）ISBN 978-4-86205-941-3
- Merm4id from D4DJ AFTER PARTY （撮影：都田和志、日暮翔、2022年9月30日、イーネット・フロンティア）ISBN 978-4-86205-957-4

### カレンダー
- Merm4id from D4DJ 2021年カレンダー（2020年12月2日、イーネット・フロンティア）ISBN 978-4-86205-942-0
- 卓上カレンダー（2023年）[31]

## ディスコグラフィ

### キャラクターソング
| 発売日   | 商品名                                                 | 歌 | 楽曲                                                                                                 | 備考                                            |
| 2020年   | 2020年                                                 | 2020年 | 2020年                                                                                               | 2020年                                          |
| -------- | ------------------------------------------------------ | --- | --- | ----------------------------------------------- |
| 1月29日  | Dig Delight! Aver.                                     | Merm4id | 「Floor Killer」                                                                                     | 『D4DJ』関連曲                                  |
| 4月22日  | Direct Drive!                                          | Merm4id | 「ING」                                                                                              | 『D4DJ』関連曲                                  |
| 6月24日  | Cosmic CoaSTAR                                         | Merm4id | 「round and round」                                                                                  | 『D4DJ』関連曲                                  |
| 7月3日   | Reバース GO!                                           | 鶏とナスの三ツ星シチュー                                                                                     | 「Reバース GO!」                                                                                     | テレビアニメ『りばあす』主題歌                  |
| 7月3日   | Reバース GO! ヴィーナス                                | 寿沙希（葉月ひまり）                                                                                         | 「Reバース GO!」                                                                                     | テレビアニメ『りばあす』関連曲                  |
| 12月2日  | 4U                                                     | Merm4id | 「4U」 「Make some noise!」                                                                          | 『D4DJ』関連曲                                  |
| 2021年   |                                                        | | |                                                 |
| 1月20日  | D4DJ Groovy Mix カバートラックス vol.1                 | Merm4id | 「キューティーハニー」 「DISCOTHEQUE」                                                               | ゲーム『D4DJ Groovy Mix』関連曲                 |
| 2月24日  | ぐるぐるDJ TURN!!                                      | D4DJ ALL STARS                                                                                               | 「LOVE!HUG!GROOVY!!」                                                                                | ゲーム『D4DJ Groovy Mix』主題歌                 |
| 3月12日  | Venus Party Tune♪                                      | ヴィーナス                                                                                                   | 「Venus Party Tune♪」                                                                                | テレビアニメ『りばあす』第29話 主題歌           |
| 6月16日  | BOOM-BOOM SHAKE!                                       | Merm4id | 「BOOM-BOOM SHAKE!」 「Princess advent」                                                             | 『D4DJ』関連曲                                  |
| 7月21日  | D4DJ Groovy Mix カバートラックス vol.2                 | Merm4id | 「Climax Jump」 「Gamble Rumble」                                                                    | ゲーム『D4DJ Groovy Mix』関連曲                 |
| 8月28日  | なんてカラフルな世界！[D4DJ Remix]                     | D4DJ ALL STARS                                                                                               | 「なんてカラフルな世界！[D4DJ Remix]」                                                               | ゲーム『D4DJ Groovy Mix』関連曲                 |
| 10月27日 | High tension BPM                                       | Merm4id | 「High tension BPM」 「OMG」                                                                         | 『D4DJ』関連曲                                  |
| 11月24日 | D4DJ 6ユニット3rd Single連動購入特典CD                 | D4DJ ALL STARS                                                                                               | 「ぷっちみくパーチナィ！」                                                                           | 『D4DJ』関連曲                                  |
| 11月24日 | D4DJ 6ユニット3rd Single連動購入特典CD B ver.          | Merm4id | 「ぷっちみくパーチナィ！」                                                                           | 『D4DJ』関連曲                                  |
| 2022年   |                                                        | | |                                                 |
| 1月26日  | D4DJ Groovy Mix カバートラックス vol.3                 | Merm4id | 「CAT'S EYE」 「どうにもとまらない」                                                                 | ゲーム『D4DJ Groovy Mix』関連曲                 |
| 4月27日  | D4DJ Groovy Mix カバートラックス vol.4                 | Merm4id | 「フジヤマディスコ」 「＊ ～アスタリスク～」                                                         | ゲーム『D4DJ Groovy Mix』関連曲                 |
| 4月27日  | V.I.P LAGOON A ver.                                    | Merm4id | 「S.T.O.P.!」 「NO-NO」 「HOLY WORRY」 「I will never die」 「Princess advent (V.I.P LAGOON Remix)」 | 『D4DJ』関連曲                                  |
| 4月27日  | V.I.P LAGOON B ver.                                    | Merm4id | 「Make some noise! (V.I.P LAGOON Remix)」                                                            | 『D4DJ』関連曲                                  |
| 7月20日  | D4DJ Groovy Mix カバートラックス vol.5                 | Merm4id | 「Blazin' Beat」 「Realize」                                                                         | ゲーム『D4DJ Groovy Mix』関連曲                 |
| 8月17日  | てっぺんっ天国 ～TOP OF THE LAUGH!!!～                 | てっぺんっオールスターズ                                                                                     | 「てっぺんっ天国 ～TOP OF THE LAUGH!!!～」                                                           | テレビアニメ『てっぺんっ!!!!!!!!!!!!!!!』主題歌 |
| 10月26日 | D4DJ Groovy Mix カバートラックス vol.6                 | Merm4id | 「Bomb A Head!」 「HONEY」                                                                           | ゲーム『D4DJ Groovy Mix』関連曲                 |
| 11月16日 | FAKE OFF / 天使と悪魔                                  | Merm4id×燐舞曲                                                                                               | 「FAKE OFF」                                                                                         | 『D4DJ Double Mix』主題歌                       |
| 11月16日 | FAKE OFF / 天使と悪魔                                  | Merm4id×燐舞曲                                                                                               | 「天使と悪魔」                                                                                       | 『D4DJ』関連曲                                  |
| 2023年   |                                                        | | |                                                 |
| 1月25日  | D4DJ Groovy Mix カバートラックス vol.7                 | Merm4id | 「real Emotion」 「恋愛♥ライダー」                                                                   | ゲーム『D4DJ Groovy Mix』関連曲                 |
| 2月22日  | とーがね！おまつり部 Original Sound Track(仮)          | 岡田いおな（葉月ひまり）                                                                                     | 「おどりゃんせ」                                                                                     | テレビアニメ『とーがね！おまつり部』関連曲      |
| 3月15日  | Around and Around                                      | Merm4id | 「D.M.F」                                                                                            | 『D4DJ All Mix』第6話 劇中歌                    |
| 5月3日   | Get out！                                              | Merm4id | 「lovely!!!!」 「Live Life」 「I will never die EDM REMIX」 「Live Life Hard Bass Mix」              | 『D4DJ』関連曲                                  |
| 7月12日  | D4DJ Groovy Mix カバートラックス vol.8                 | Merm4id | 「Timing」 「GO!!!」                                                                                 | ゲーム『D4DJ Groovy Mix』関連曲                 |
| 7月19日  | G.O.A.T                                                | Merm4id | 「G.O.A.T」 「LOVE BITE」                                                                            | ゲーム『D4DJ Groovy Mix』関連曲                 |
| 12月20日 | D4DJ EXCLUSIVE TRACKS                                  | D4DJ ALL STARS                                                                                               | 「LOVE!HUG!GROOVY!! +nova」                                                                          | ゲーム『D4DJ Groovy Mix』関連曲                 |
| 12月20日 | D4DJ EXCLUSIVE TRACKS                                  | Merm4id | 「Floor Killer（After Party Mix）」                                                                  | ゲーム『D4DJ Groovy Mix』関連曲                 |
| 2024年   |                                                        | | |                                                 |
| 1月31日  | MAX!!!!                                                | Merm4id | 「MAX!!!!」 「START」                                                                                | ゲーム『D4DJ Groovy Mix』関連曲                 |
| 4月24日  | D4DJ Groovy Mix カバートラックス vol.9                 | Merm4id | 「EXPOSE ‘Burn out!!!’」 「君のせい」                                                                | ゲーム『D4DJ Groovy Mix』関連曲                 |
| 5月22日  | D4DJ XROSS∞BEAT                                        | Merm4id×燐舞曲                                                                                               | 「Vs or vS」                                                                                         | ゲーム『D4DJ Groovy Mix』関連曲                 |
| 5月22日  | D4DJ XROSS∞BEAT                                        | Merm4id×Lyrical Lily                                                                                         | 「メタモルフォーゼ」                                                                                 | ゲーム『D4DJ Groovy Mix』関連曲                 |
| 8月14日  | Triumphal                                              | 笹子・ジェニファー・由香（小泉萌香）、新島衣舞紀（七木奏音）、日高さおり（葉月ひまり）、松山ダリア（根岸愛） | 「お願いマッスル」                                                                                   | ゲーム『D4DJ Groovy Mix』関連曲                 |
| 2025年   |                                                        | | |                                                 |
| 3月5日   | Killer Tune                                            | Merm4id | 「ENDLESS MEMORIES」 「CUT OUT」 「BOOM-BOOM SHAKE!（Aggressive Mix）」                              | 『D4DJ』関連曲                                  |
| 3月5日   | SUPERSTAR                                              | Happy Around!・Peaky P-key・Photon Maiden・Merm4id・燐舞曲・Lyrical Lily・UniChØrd                           | 「SUPERSTAR」                                                                                        | ゲーム『D4DJ Groovy Mix』関連曲                 |
| 3月5日   | D4DJ Groovy Mix カバートラックス Extra Edition Merm4id | 日高さおり（葉月ひまり）                                                                                     | 「気まぐれメルシィ」                                                                                 | ゲーム『D4DJ Groovy Mix』関連曲                 |

### シリーズ一覧
1. ↑  『First Mix』（2021年）、『Double Mix』（2022年）、『All Mix』（2023年）
2. ↑  『おまつり部』（2022年）、『クロニクル』（2024年）
3. ↑  『第8回』（2022年）、『第39回』（2022年）、『第40回』（2022年）、『第52回』（2023年）、『第53回』（2023年）
4. ↑  『第3回』（2023年）、『第5回』（2023年）、『第6回』（2023年）、『第10回』（2023年）

### ユニットメンバー
1. 1 2 3 4 5 6 7 8 9 10 11 12 13 14 15 16  瀬戸リカ（平嶋夏海）、水島茉莉花（岡田夢以）、日高さおり（葉月ひまり）、松山ダリア（根岸愛）
2. ↑  東山有（西尾夕香）、若宮千春（西本りみ）、美濃周子（進藤あまね）、猫ヶ洞青（成海瑠奈）、春日井梢（佐伯伊織）、岡崎育未（尾崎由香）、藤堂圭（小山百代）、愛染京（遠野ひかる）、桜木雪（岩田陽葵）、鳥越樹里（大塚紗英）、駒形豊（三村遙佳）、寿沙希（葉月ひまり）
3. 1 2 3  愛本りんく（西尾夕香）、明石真秀（各務華梨）、大鳴門むに（三村遙佳）、渡月麗（志崎樺音）、山手響子（愛美）、犬寄しのぶ（高木美佑）、笹子・ジェニファー・由香（小泉萌香）、清水絵空（倉知玲鳳）、出雲咲姫（紡木吏佐）、新島衣舞紀（前島亜美）、花巻乙和（岩田陽葵）、福島ノア（佐藤日向）、瀬戸リカ（平嶋夏海）、水島茉莉花（岡田夢以）、日高さおり（葉月ひまり）、松山ダリア（根岸愛）、青柳椿（加藤里保菜）、月見山渚（大塚紗英）、矢野緋彩（もものはるな）、三宅葵依（つんこ）、桜田美夢（反田葉月）、春日春奈（進藤あまね）、白鳥胡桃（深川瑠華）、竹下みいこ（渡瀬結月）
4. ↑  阪本やよい（伊藤彩沙）、高橋よもぎ（愛美）、細野ゆず（佐々木未来）、清鶴かな（相良茉優）、天野ちとせ（相羽あいな）、秋鹿いろは（黒木ほの香）、藪北さえか（北守さいか）、城ケ崎ひかり（若井友希）、白壁まこ（小原莉子）、小松崎みゆ（櫻川めぐ）、牛久みさお（豊田萌絵）、笠間ひな（葉月ひまり）、六香亭ゆいな（小島菜々恵）、石屋もね（鈴木愛奈）、北斗ちほり（小山百代）
5. ↑  愛本りんく（西尾夕香）、明石真秀（各務華梨）、大鳴門むに（三村遙佳）、渡月麗（入江麻衣子）、山手響子（愛美）、犬寄しのぶ（高木美佑）、笹子・ジェニファー・由香（小泉萌香）、清水絵空（倉知玲鳳）、出雲咲姫（紡木吏佐）、新島衣舞紀（七木奏音）、花巻乙和（岩田陽葵）、福島ノア（佐藤日向）、瀬戸リカ（平嶋夏海）、水島茉莉花（岡田夢以）、日高さおり（葉月ひまり）、松山ダリア（根岸愛）、青柳椿（加藤里保菜）、月見山渚（大塚紗英）、矢野緋彩（もものはるな）、三宅葵依（つんこ）、桜田美夢（反田葉月）、春日春奈（進藤あまね）、白鳥胡桃（深川瑠華）、竹下みいこ（渡瀬結月）、海原ミチル（小岩井ことり）、一星ルミナ（高橋花林）、四ノ宮心愛（由良朱合）、天堂はやて（天麻ゆうき）、ネオ（May'n）、ソフィア（相坂優歌）、エルシィ（鷲見友美ジェナ）、ヴェロニカ（山田美鈴）
6. 1 2  青柳椿（加藤里保菜）、月見山渚（大塚紗英）、矢野緋彩（もものはるな）、三宅葵依（つんこ）
7. 1 2  桜田美夢（反田葉月）、春日春奈（進藤あまね）、白鳥胡桃（深川瑠華）、竹下みいこ（渡瀬結月）
8. ↑  愛本りんく（西尾夕香）、明石真秀（各務華梨）、大鳴門むに（三村遙佳）、渡月麗（入江麻衣子）
9. ↑  山手響子（愛美）、犬寄しのぶ（高木美佑）、笹子・ジェニファー・由香（小泉萌香）、清水絵空（倉知玲鳳）
10. ↑  出雲咲姫（紡木吏佐）、新島衣舞紀（七木奏音）、花巻乙和（岩田陽葵）、福島ノア（佐藤日向）
11. ↑  海原ミチル（小岩井ことり）、一星ルミナ（高橋花林）、四ノ宮心愛（由良朱合）、天堂はやて（天麻ゆうき）